# André Jung

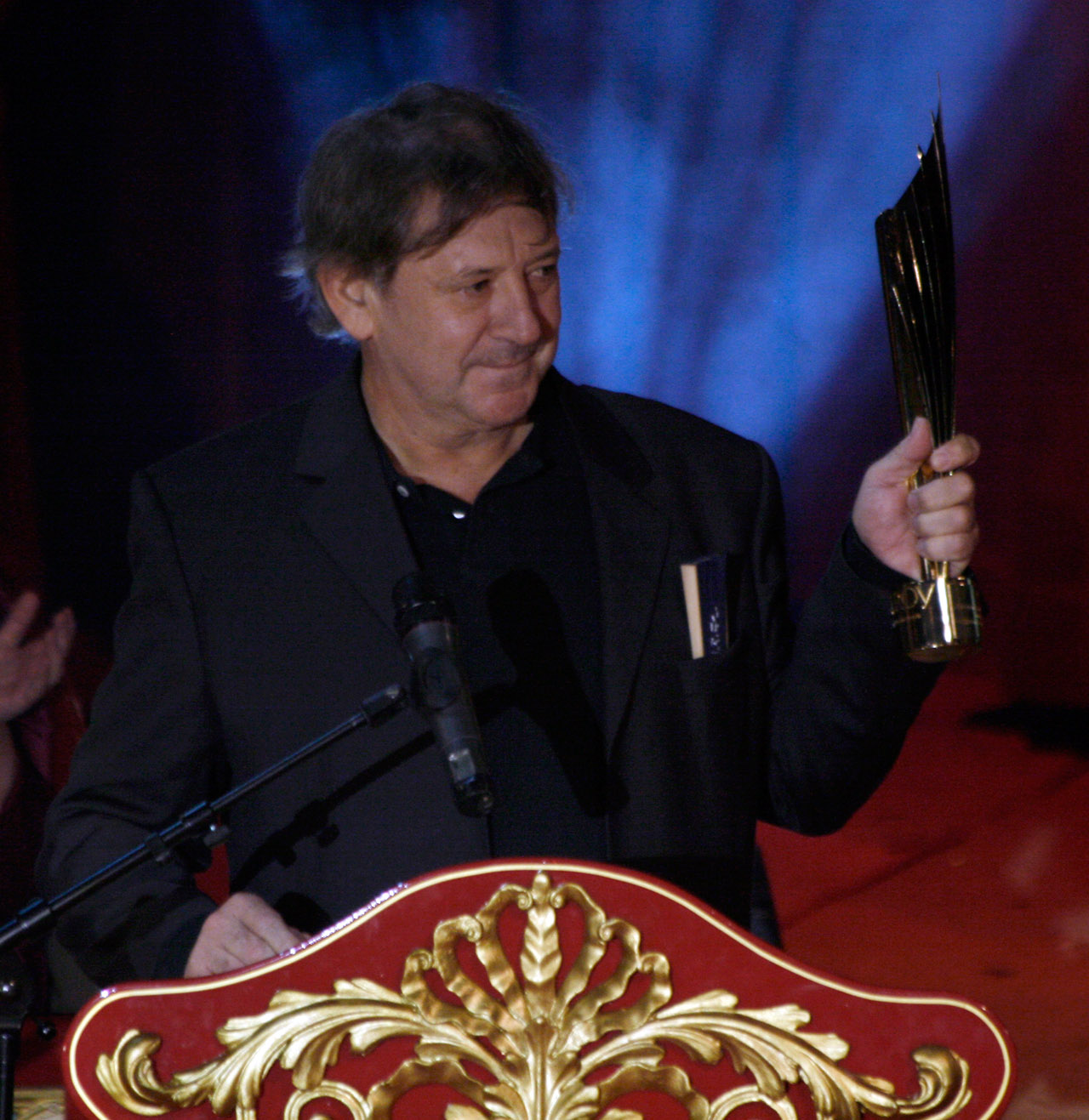
André Jung bei der Verleihung des Nestroy-Theaterpreises 2009

André Jung (* 13. Dezember 1953 in Luxemburg) ist ein luxemburgischer Schauspieler mit schweizerisch-deutscher Karriere.

## Leben
Von 1973 bis 1976 besuchte Jung die Hochschule für Musik und Darstellende Kunst Stuttgart. Danach war er an verschiedenen Bühnen engagiert, insbesondere am Theater Basel (1988–1993), am Deutschen Schauspielhaus Hamburg (1993–2000) und am Schauspielhaus Zürich (2000–2004). Von 2004 bis 2015 spielte er im Ensemble der Münchner Kammerspiele.
1981 und 2002 wurde Jung von Theater heute zum Schauspieler des Jahres gewählt, 2000 erhielt er den Rita-Tanck-Glaser-Schauspielpreis der Hamburgischen Kulturstiftung. Den österreichischen Nestroy-Theaterpreis 2009 erhielt er für die Verkörperung von Samuel Becketts Krapp in Das letzte Band bei den Salzburger Festspielen. 2018 erhielt er den Gertrud-Eysoldt-Ring für seine Rolle als Erzähler in Georg Büchners Lenz am Schauspielhaus Zürich/Schiffbau.
Neben seiner Theaterarbeit ist Jung auch regelmäßig in Fernseh- und Filmrollen zu sehen, etwa in der Literaturverfilmung Das Tagebuch der Anne Frank aus dem Jahr 2016. Daneben wirkte Jung in über 50 Hörspielen mit, so etwa in Perec/grinations des Saarländischen Rundfunks (SR) oder in der Rolle des Hauptkommissars Michel Paquet in den vom SR produzierten Folgen des ARD Radio Tatorts.
Jung hat zwei Kinder. Er lebt in München und Luxemburg, wo er das Haus seiner Großmutter aus dem Jahr 1702 bewohnt, in dessen Nachbarhaus er aufwuchs.

## Filmografie (Auswahl)
- 1985: Déi zwéi vum Bierg
- 1985: Der Angriff der Gegenwart auf die übrige Zeit
- 1990: Schacko Klak
- 1994: Ausgerechnet Zoé
- 1996: Polizeiruf 110: Kleine Dealer, große Träume (Fernsehreihe)
- 1997: Back in Trouble
- 2001: Das Experiment
- 2001: Bella Block: Bitterer Verdacht
- 2002: Le club des chômeurs
- 2003: Os Imortais
- 2004: Im Nordwind
- 2006: Kleine Geheimnisse (Perl oder Pica)
- 2007: Vorne ist verdammt weit weg
- 2007: Polizeiruf 110: Taubers Angst
- 2008: Freiwild. Ein Würzburg-Krimi
- 2008: Die Besucherin
- 2008: Kommissar Stolberg – Die besten Jahre (Fernsehserie)
- 2009: Giulias Verschwinden
- 2009: Bloch: Schattenkind
- 2010: Trouble No More
- 2010: Der letzte schöne Herbsttag
- 2011: Das Meer am Morgen
- 2011: Tatort: Ein ganz normaler Fall
- 2012: Polizeiruf 110: Schuld
- 2012: Bella Block: Der Fahrgast und das Mädchen
- 2013: Adieu Paris
- 2013: Traumland
- 2014: Coming In
- 2014: Fieber
- 2014: Monsoon Baby
- 2014: Wir sind die Neuen
- 2014: Der Tatortreiniger: Carpe Diem
- 2014: Eine Liebe für den Frieden – Bertha von Suttner und Alfred Nobel
- 2015: Luis Trenker – Der schmale Grat der Wahrheit
- 2015: Schwarzach 23 und die Hand des Todes
- 2015: Friesland: Familiengeheimnisse
- 2016: Endstation Glück
- 2016: Morgen hör ich auf
- 2016: Das Tagebuch der Anne Frank
- 2016: Egon Schiele: Tod und Mädchen
- 2016: Polizeiruf 110: Und vergib uns unsere Schuld
- 2016: Ein Teil von uns
- 2016: Was im Leben zählt
- 2016: Hotel Heidelberg: Tag für Tag
- 2017: Alte Jungs (Rusty Boys)
- 2017: Es war einmal in Deutschland
- 2017: Vorwärts immer!
- 2018: Unterwerfung
- 2018: Krieg der Träume (dokumentarische Drama-Serie)
- 2018: Tatort: Damian
- 2018: Superjhemp Retörns (luxemburgischer Film)
- 2018: Hotel Heidelberg: Kinder, Kinder!
- 2018: Hotel Heidelberg: … Vater sein dagegen sehr
- 2019: Polizeiruf 110: Zehn Rosen
- 2019: Lara
- 2020: Wanda, mein Wunder
- 2021: Unbroken (Fernsehserie)
- 2022: Tatort: Gier und Angst
- 2022: Ein Sommer in der Bretagne (Fernsehreihe)
- 2022: Der Passfälscher
- 2022: Tatort: Flash
- 2022: Die goldenen Jahre
- 2023: Tatort: Hochamt für Toni
- 2025: Das zweite Attentat
- 2025: Das geheime Stockwerk

## Hörbuch
- 2010: Daniil Charms: Wie schrecklich schwinden unsere Kräfte, aus dem Russischen von Peter Urban, gesprochen von Ueli Jäggi, Felix von Manteuffel, Peter Urban, André Jung, Fritz Zaugg. Christoph Merian Verlag, Basel, ISBN 978-3-85616-443-0.

## Hörspiele
- 2004: Thomas Hürlimann: Mein liebstes Krokodil – Regie: Geri Dillier (Hörspiel – SRF)
- 2013: Ivana Sajko: Das sind nicht wir, das ist nur Glas – Regie: Erik Altorfer (Hörspiel – WDR)
- 2013: Händl Klaus: Eine Schneise – Regie: Erik Altorfer (Hörspiel – WDR)
- 2015: Tim Etchells: Auch wenn wir gescheitert sind/Although We Fell Short – Regie: Erik Altorfer (Hörspiel – DKultur)